# Класи респіраторів FFP
FFP (англ. filtering facepiece respirator — фільтрувальний респіратор для обличчя) — клас виробів механічного фільтрування повітря у респіраторах. Відповідно існує ряд вимог до таких виробів, які об'єднані у стандарти, що дозволяє класифікувати FFP за найважливішими параметрами.
EN 149 — європейський стандарт вимог до випробувань та маркування для фільтрування напівмасок. Такі маски покривають ніс, рот і підборіддя і можуть мати клапани для вдиху та/або видиху. EN 149 визначає три класи таких напівмасок для частинок, які називаються FFP1, FFP2 і FFP3, (FFP — англ. filter face piece: фільтрувальний лицевий предмет[джерело?]) відповідно до їх ефективності фільтрації. Він також класифікує маски як «лише на одну зміну» (не можна використовувати повторно, з позначкою  'NR' ) або «багаторазового використання (більше однієї зміни)» (з позначкою 'R' ), і додаткова маркувальна буква  'D'  означає, що маска пройшла додатковий тест на засмічення доломітом. Такі механічні фільтрувальні респіратори захищають від вдихання сторонніх частинок, таких як пил, краплі та аерозолі.
В Австралії, Новій Зеландії, Кореї та Бразилії застосовуються майже однакові тести (але з різним маркуванням). Подібні стандарти застосовуються в США, Китаї та Японії. Наприклад, маски EN 149 FFP2 мають вимоги, подібні до характеристик маски N95 в Сполучених Штатах та KN95 у Китаї, а маски EN 149 FFP3 мають подібні вимоги до ефективності масок N99 у Сполучених Штатах. Однак вимоги до випробувань EN 149 дещо відрізняються від американських / китайських / японських стандартів: EN 149 вимагає додаткового аерозольного випробування парафіновою олією, у діапазоні різних швидкостей потоку та визначає кілька пов'язаних та допустимих рівнів перепадів тиску.

## Класифікація

### Стандарт EN 149
Визначає вимоги до експлуатаційних характеристик для трьох класів півмасок, що фільтрують частинки: FFP1, FFP2 та FFP3. Захист, який забезпечується маскою FFP2 (або FFP3), охоплює захист, котрий надається маскою класів нижчих номерів.
На масці, що відповідає стандарту, повинен бути написаний клас разом із назвою стандарту та роком публікації, а також будь-якими відповідними кодами опцій, наприклад «EN 149: 2001 FFP1 NR D». Деякі виробники додатково використовують колір гумки для визначення класу маски, однак стандарт EN 149 не передбачає жодного такого кольорового кодування, і різні виробники застосовують різні колірні схеми.
| Клас | Межа проникнення фільтра (при витраті повітря 95 л/хв) | Внутрішній витік | Типовий колір стрічки |
| ---- | ------------------------------------------------------ | ---------------- | --------------------- |
| FFP1 | Фільтрує щонайменше 80 % повітряних частинок           | <22 %            | Жовтий                |
| FFP2 | Фільтрує щонайменше 94 % повітряних частинок           | <8 %             | Синій або Білий       |
| FFP3 | Фільтрує щонайменше 99 % повітряних частинок           | <2 %             | Червоний              |

#### Маска FFP1
- Аерозоль фільтрація відсоток: мінімум 80 %.
- Внутрішня швидкість витоку: максимум 22 %.[6]

Переважно вона використовується як пилова маска (наприклад, для робіт зроби сам. Пил може спричинити захворювання легенів, такі як силікоз, антракоз, сидероз та азбестоз (зокрема пил із кремнезему, вугілля, залізняка, цинку, алюмінійю або навіть цементу).

#### Маска FFP2

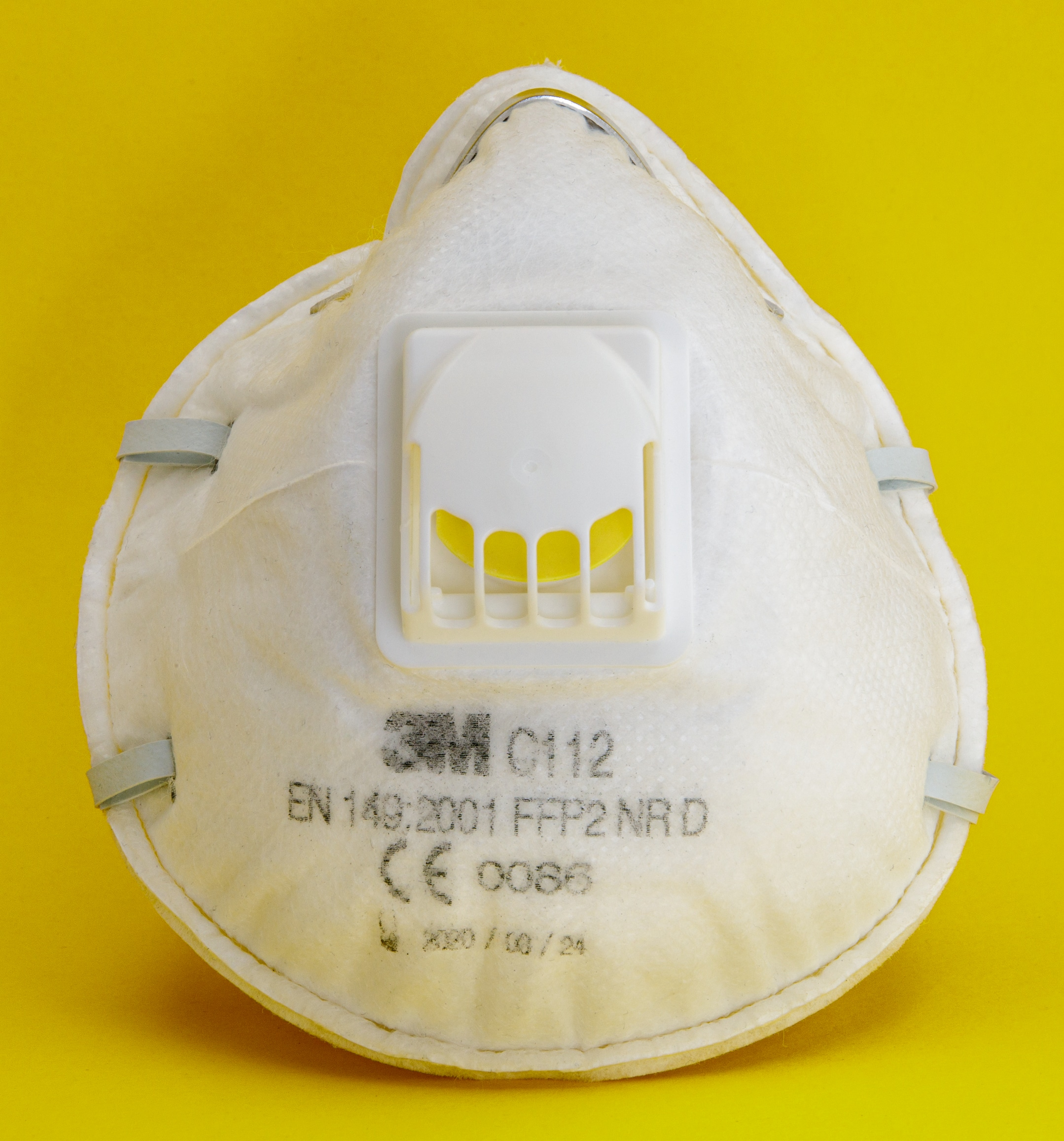
Маски FFP2 з клапаном видиху

- Відсоток фільтрації аерозолю: Не менше 94 %.
- Внутрішня швидкість витоку: максимум 8 %.[6]

Ця маска забезпечує захист у різних галузях, таких як скляна промисловість, ливарне виробництво, будівництво, фармацевтична промисловість та сільське господарство. Він ефективно зупиняє порошкоподібні хімікати. Ця маска може також служити захистом від респіраторного вірусу, таких як пташиний грип, SARS-CoV-2 або важкий гострий респіраторний синдром, пов'язаний з коронавірусом (ГРВІ), а також проти бактерій пневмонічної чуми та туберкульозу. Це схоже на маску N95.

#### Версія 2009 року
З опублікуванням версії стандарту 2009 року, позначення маски для захисту органів дихання тепер є «напівмаска з фільтруванням твердих частинок». Абревіатура NR або R додається після FFP1, FFP2, FFP3:
1. NR (не використовується багаторазово): якщо використання фільтрувальної маски для обличчя обмежено одним робочим днем. Це не можна багаторазово використовувати.
2. R (багаторазове використання): якщо фільтрувальна маска для половини обличчя може використовуватися більше одного робочого дня, то вона може бути багаторазовим.

До додаткових суфіксів належать:
- Маски NR проти засмічення (D). Коли півмаска пройде тест на пил доломіту, можна додати букву D, яка вказує на те, що термін служби може перевищувати 8 год.[9] Приклад: FFP3 NR D.
- Клапан. Наявність клапана можна вказати літерою V.[10]
- Тип твердих частинок. Букви S або L відповідно вказують на фільтрацію твердого пилу (лише NaCl) або рідкого туману (парафінова олія). Приклад: FFP3 SLV. [джерело?]

Маски, виготовлені до врахування нового стандарту, все ще можуть мати старе маркування.

### NIOSH
У США (NIOSH, 29 CFR 1910.134), FFP поділяють на 7 основних груп:
- Surgical N95 — респіратор N95, схвалений NIOSH, який також отримав дозвіл Управління з контролю за продуктами і медикаментами (FDA) як хірургічна маска та N95 — фільтрує щонайменше 95 % частинок у повітрі. Не стійкий до масла.
- N99 — фільтрує щонайменше 99 % частинок у повітрі. Не стійкий до мастил.
- N100 — фільтрує щонайменше 99,97 % частинок у повітрі. Не стійкий до мастил.
- R95 — фільтрує щонайменше 95 % частинок у повітрі. Дещо стійкий до мастил.
- P95 — фільтрує щонайменше 95 % частинок у повітрі. Сильно стійкий до мастил.
- P99 — фільтрує щонайменше 99 % частинок у повітрі. Сильно стійкий до мастил.
- P100 — фільтрує щонайменше 99,97 % частинок у повітрі. Сильно стійкий до мастил[1]

## Маркування
Респіратори FFP — це тип засобу особистого захисту (ЗІЗ). Ось інформація, яка має бути розташована на кожній масці:
- Назва виробника
- Маска
- Номер CE органу з сертифікації (лише FFP3) + EN 149: 2009 + клас маски (FFP1, FFP2 або FFP3) + скорочення (NR або R) (Примітка: у разі FFP1, процедури оцінки відповідності виконує виробник згідно з Додатком IV (Модуль A)

Маркування повинно відповідати Директиві Європейського Союзу 89/686 / ЄЕС щодо ЗІЗ. Якщо будь-який із цих записів відсутній, маска буде вважатися «невідповідною».

## Медичне використання
'EN 149'  перевіряє здатність масок захищати їх від вдихання рідких та сухих аерозолів. Він не робить жодних тверджень про те, і навмисно не перевіряє придатність таких масок для боротьби з інфекцією проти повітряної трансмісії патогенних мікроорганізмів через бризки з рота. Тим не менш, маски FFP2 та FFP3 зазвичай, використовуються для цієї мети в медичній практиці.

## Подібні стандарти
У кількох регіонах використовуються стандарти, засновані на майже подібних випробуваннях і порогових значеннях, як у EN 149, але з різними маркуваннями:
- Південна Корея (KMOEL — 2017-64): вважається подібною версії до 2009 року. FFP1 називається «2 клас» або KF80, FFP2 «1 клас» або KF94, а FFP3 «спеціальний вид» або KF99.[12]
- Австралія та Нова Зеландія (AS / NZ 1716: 2012): подібні вироби з іншим тестовим позначенням. Оцінки пишуться просто «П».
- Бразилія (ABNT / NBR 13698: 2011): подібна версії до 2009 року. Позначення записуються як «PFF».[13]

Інші регіони використовують схожі тести, які (частково) більше нагадують вимоги 42 CFR 84 у Сполучених Штатах:
- Японія (JMHLW-Notification 214, 2018): подібні марки з різною схемою кодування для типів NR / R та S / L. Написано з двобуквеними префіксами D/R та S/L, які відповідають NR/R та S/L відповідно. Вимоги до витоків відсутні.[14]
- Тайвань (CNS 14755): марки D1/D2/D3 для ефективності 80/95/99. Відсутність вимог до витоку всередину.
- Російська Федерація (ГОСТ Р 12.4.191-2011): ідентично.